# قطعنامه ۱۶۳۷ شورای امنیت
قطعنامه  ۱۶۳۷ شورای امنیت سازمان ملل متحد که در تاریخ ۰۸ نوامبر ۲۰۰۵ تصویب شد، سندی بین‌المللی دربارهٔ بررسی وضعیت میان کویت و عراق است. این قطعنامه طی نشست ۵۳۰۰ام با ۱۵ رای موافق، ۰ مخالف و ۰ ممتنع تصویب شد.